# Jacobo Dos Dos
Jacobo Dos Dos (en inglés, Jacob Two Two) es una serie de televisión animada canadiense, producida por la compañía Nelvana, 9 Story Entertainment y YTV Originals Productions en 2003, enmarcada en los géneros de aventuras y espionaje. Se basa en el libro homónimo de Mordecai Richler.
La historia cuenta las aventuras de un chico de 10 años llamado Jacobo, que vive día a día diversas situaciones, viéndose cómo va involucrándose en ellas.
La serie fue estrenada el 16 de octubre de 2004 en Fox Kids en España y emitida en 2007 por Jetix y en América Latina por Cartoon Network.

## Personajes

### Familia
- Jacobo: Es un chico que vive con su familia en la ciudad de Montreal, Canadá, tiene 10 años de edad y es el hermano menor de la familia. Él tiene una característica peculiar ya que tiene que decir dos veces las cosas para que todo el mundo le entienda e incluso él mismo; por esto le apodaron desde muy pequeño Dos-Dos. Es muy inteligente y sabe que hacer cuando tiene un problema. Jacobo tiene un enorme corazón dispuesto a ayudar a quien lo necesite. Tiene su habitación en el tercer piso de su casa que era antes el ático, porque no quería seguir compartiendo habitación con Noé.

- Daniel: Es el hermano mayor de la familia, el más en onda. El prefiere a su hermanito favorito Jacobo y se tiñe el cabello de color azul. Él tiene su propia habitación en la casa. Le gusta escuchar música y es social. Tiene 18 años de edad y casi siempre es el primero en llegar el baño en las mañanas.

- Marfa: Es la segunda hermana mayor de la familia. Es una chica de aproximadamente 16 años. Es rubia y bonita pero de mal carácter. No soporta a sus hermanos y ella es sociable. Acostumbra a pelearse con sus hermanos Noé y Emma quién llega primero al baño en la mañana.

- Noé y Emma: Gemelos y los hermanos mayores más próximos en edad a Jacobo, de entre unos 12 y 14 años, enérgicos y traviesos ya que ambos molestan a Jacobo y casi no lo incluyen en sus juegos. Noé es rubio y molesto mientras que Emma es pelirroja, risueña y traviesa y acostumbra a pelearse con sus hermanos por querer llegar primero al baño. Están integrados a la pandilla infantil Los Chicos al Poder, Noé bajo el apodo de O'Toole y Emma bajo el apodo de Shapiro

- Florence: Es la madre de Jacobo, es ama de casa, es pelirroja, buena gente y usa gafas.

- Morty: Es el padre de Jacobo y sus hermanos, es escritor de aventuras.

- Abuelo Saúl: Abuelo de Jacobo quién es de origen judío.

### Amigos
- Renée Ratelle: Es una amiga de Jacobo, ella es franco-canadiense. Le gusta andar en patineta

- Bufford Orville Gaylord Pugh: Es el mejor amigo de Jacobo. Un chico poco extraño con una serie de nombres desafortunados. Su falta de ansiedad y la preocupación no se deben a una falta de inteligencia, sino a la dificultad para enfocar. Es propenso a contar historias sin sentido.

- Colmillo Encapuchado: Campeón de lucha libre, él es amigo de Jacobo aparece por primera vez en el episodio "Jacobo Dos-Dos contra el colmillo encapuchado". A pesar de su aspecto y actitud intimidantes, fuera del ring es un tipo muy amable y ligeramente asustadizo.

- Señor X de al lado: Es un vecino de Jacobo, quién es espía.

### Enemigos
- Señorita Angustias: La maestra malvada de Jacobo, ella detesta a los niños. Se sabe que se siente atraída por el director.

- Señor I. M. Tragón: Director del colegio, cuya actitud por el trabajo no es muy ética, debido a su obesidad. El piensa que "tragón" es la palabra más dulce del idioma español. Tiene una camioneta que saca mucho humo y peligrosa y una guarida secreta donde guarda juguetes y objetos que les quita a sus alumnos.

- Dulcinea: Es la vecina de Jacobo, es una anciana vigorosa.

- Carl Phoester Rey: Estafador y comerciante frustrado, el mayor enemigo de Jacobo.

- Leo Piojoso: El conserje del colegio, que se caracteriza por tener objetos perdidos.

## Episodios
- Jacobo Dos-Dos y el matadero después de clases
- Jacobo Dos-Dos y el disfráz sorpresa
- Jacobo Dos-Dos en dos veces Jacobo Dos-Dos
- Jacobo Dos-Dos y la pelea por una moneda
- Jacobo Dos-Dos y un horrible día de brujas
- Jacobo Dos-Dos y el hámster Mata Hari
- Jacobo Dos-Dos y el disco invaluable
- Jacobo Dos-Dos y la cabaña desconcertante
- Jacobo Dos-Dos y el embrollo molecular
- Jacobo Dos-Dos y el favorito de la maestra
- Jacobo Dos-Dos y la falla cruel
- Jacobo Dos-Dos y la operación cabeza hueca
- Jacobo Dos-Dos y el gran intercambio de cerebros
- Jacobo Dos-Dos y el error de transmisión
- Jacobo Dos-Dos y la catástrofe de la galleta
- Jacobo Dos-Dos y el debut peligroso
- Jacobo Dos-Dos y la bestia del pantano
- Jacobo Dos-Dos y el caparador de libros
- Jacobo Dos-Dos y los hermanos rivales
- Jacobo Dos-Dos y el fraude de la rosquilla
- Jacobo Dos-Dos y la dimensión de las medias
- Jacobo Dos-Dos y el tubo problemático
- Jacobo Dos-Dos y el desastre de San Valentín
- Jacobo Dos-Dos y el enredo siniesco
- Jacobo Dos-Dos y los patines súper especiales
- Jacobo Dos-Dos y el vórtice de la vestuzta voz
- Jacobo Dos-Dos y la rival de Reneé
- Jacobo Dos-Dos y el proyecto papá
- Jacobo Dos-Dos y la mascota problemática
- Jacobo Dos-Dos y el delincuente peludo
- Jacobo Dos-Dos y la hermana hechizada
- Jacobo Dos-Dos y la fuente fantástica
- Jacobo Dos-Dos y la confusión de monstruos
- Jacobo Dos-Dos y la tempestad de lucha
- Jacobo Dos-Dos y el doble agente sospechoso
- Jacobo Dos-Dos y el conserje perdido
- Jacobo Dos-Dos y el viaje en el tiempo de Jacobo dos-dos
- Jacobo Dos-Dos y el demonio babeante
- Jacobo Dos-Dos y el hongo amenazante
- Jacobo Dos-Dos y el fantasma
- Jacobo Dos-Dos y las tejedoras maléficas
- Jacobo Dos-Dos y la gran batalla de las rosquillas
- Jacobo Dos-Dos y el colosal desafío de los chocolates
- Jacobo Dos-Dos y los sabios por dinero
- Jacobo Dos-Dos y el peinado impeinable
- Jacobo Dos-Dos y el misterio de Malty Mcguffin
- Jacobo Dos-Dos y el diario corona
- Jacobo Dos-Dos y el cocinero intrigante
- Jacobo Dos-Dos y la tarjeta de jockey robada
- Jacobo Dos-Dos y la sala de profesores de pesadilla
- Jacobo Dos-Dos contra el colmillo encapuchado.

## Doblaje
| Personaje       | Actor de doblaje Venezuela | Actor de doblaje España        |
| Jacobo          | Maythe Guedes              | Fátima Casado                  |
| Florence        | Elena Díaz Toledo          | Estíbaliz Lizárraga            |
| Korty           | José Méndez                | Txemi Del Olmo                 |
| Daniel          | Víctor Díaz                | Antón Palomar                  |
| Marfa           | Rebeca Aponte              | Pilar Ferrero                  |
| Emma            | Melanie Henríquez          | Idoia Gallastegui              |
| Noe             | Johnny Torres              | Nuria Martín Picó              |
| Director Tragón | Luis Lugo                  | José Manuel Cortizas           |
| Srta. Angustias | Soraya Camero              | Nuria Martín Picó              |
| Reneé Ratelle   | Yaraibi Alcedo             | Pilar Ferrero                  |
| Buford Orville  | Mariela Díaz               | Pedro Miguel Sánchez de Segura |
| Abuelo Saúl     | Luis Pérez Pons            | N/A                            |
| X Barnaby       | Frank Maneiro              | Francisco Javier Irulegui      |
| Quigley         | Ángel Balan                | N/A                            |
| Wilson          | Rolman Bastidas            |                                |
| Leo Piojoso     | Rubén León                 | Miguel Ortiz                   |
| Duchesne        | Luis Carreño               |                                |
| Srita. Dulcinea | Elena Díaz Toledo          |                                |
| Melinda         | Marycel González           |                                |